# قسم أملش الجنوبي الريفي (مقاطعة أملش)
قسم أملش الجنوبی الريفي (بالفارسية: دهستان املش جنوبی) هي منطقة سكنية تقع في إيران في قسم. يقدر عدد سكانها بـ 6,584 نسمة .